# Armoiries de Besançon
Pour un article plus général, voir Drapeaux de Besançon.
Les armoiries de Besançon font appel à l'aigle à deux têtes du Saint-Empire romain germanique et aux colonnes antiques (aujourd'hui disparues) de la colline de Saint-Étienne. Elles ont été associées à la devise : « Utinam » (Plaise à Dieu, en latin), par Charles Quint en 1537,.

## Description
Son blasonnement est :
« D'or à l'aigle de sable, tenant de ses serres deux colonnes de gueules brochant sur les ailes ».
L'aigle est un rappel à l'aigle impérial à deux têtes du Saint-Empire romain germanique. Les deux colonnes sont un renvoi aux colonnes antiques qui étaient érigées sur les pentes du mont Saint-Étienne (où siège l'actuelle citadelle) et aujourd'hui disparues,.

Une autre interprétation associe les colonnes aux deux colonnes d'Hercule qui renvoient aux montagnes entourant le rocher de Gibraltar [réf. nécessaire]. Elles symbolisent, dans la mythologie gréco-romaine, les limites connues du bassin méditerranéen, donc de la civilisation gréco-romaine [réf. nécessaire]. Besançon a longtemps été à la limite occidentale du Saint-Empire romain germanique.

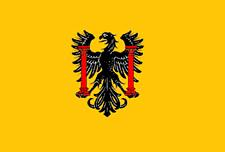
Drapeau de Besançon.
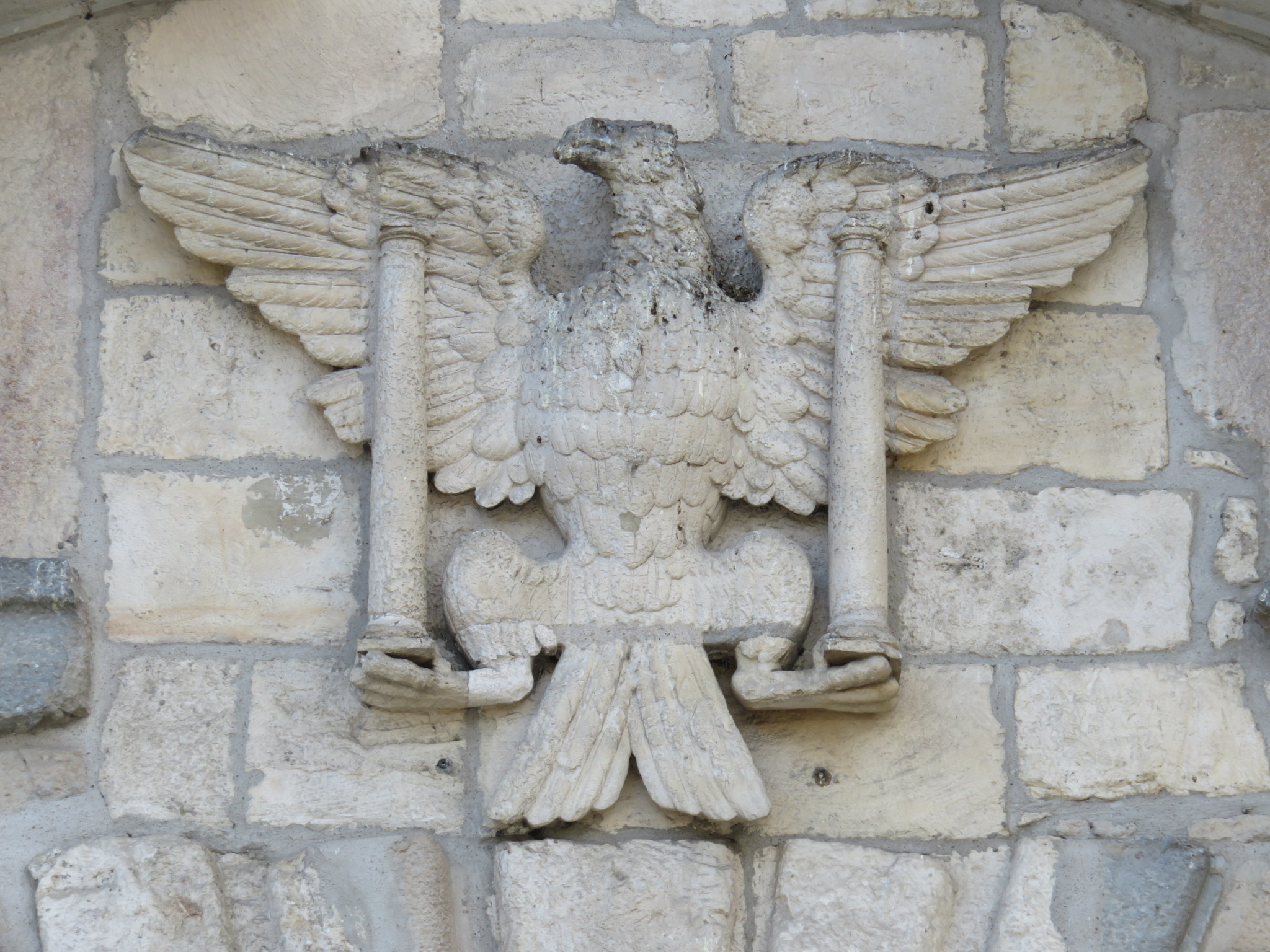
Fronton de l'Hôtel de ville de Besançon.

## Historique
En 1043 le roi des Romains Henri III donne à Besançon le titre impérial de ville libre d'Empire du Saint-Empire romain germanique en même temps que le titre de prince-évêque, vassal direct des empereurs, à son homme de confiance, le chancelier Hugues Ier de Salins et à ses successeurs. Besançon est alors indépendante du comté de Bourgogne et est gouvernée par l'archevêque de Besançon.
En 1290, Besançon s'affranchit de l'autorité épiscopale et se constitue en ville libre d'Empire de Besançon. Comme il est d'usage, Besançon adopte pour emblème une aigle éployée, compte tenu de sa vassalité au Saint-Empire depuis la succession de Bourgogne,. Au XVe siècle elle y associe l'image du mont Saint-Étienne de la citadelle de Besançon et des deux colonnes romaines qui y étaient encore debout,.

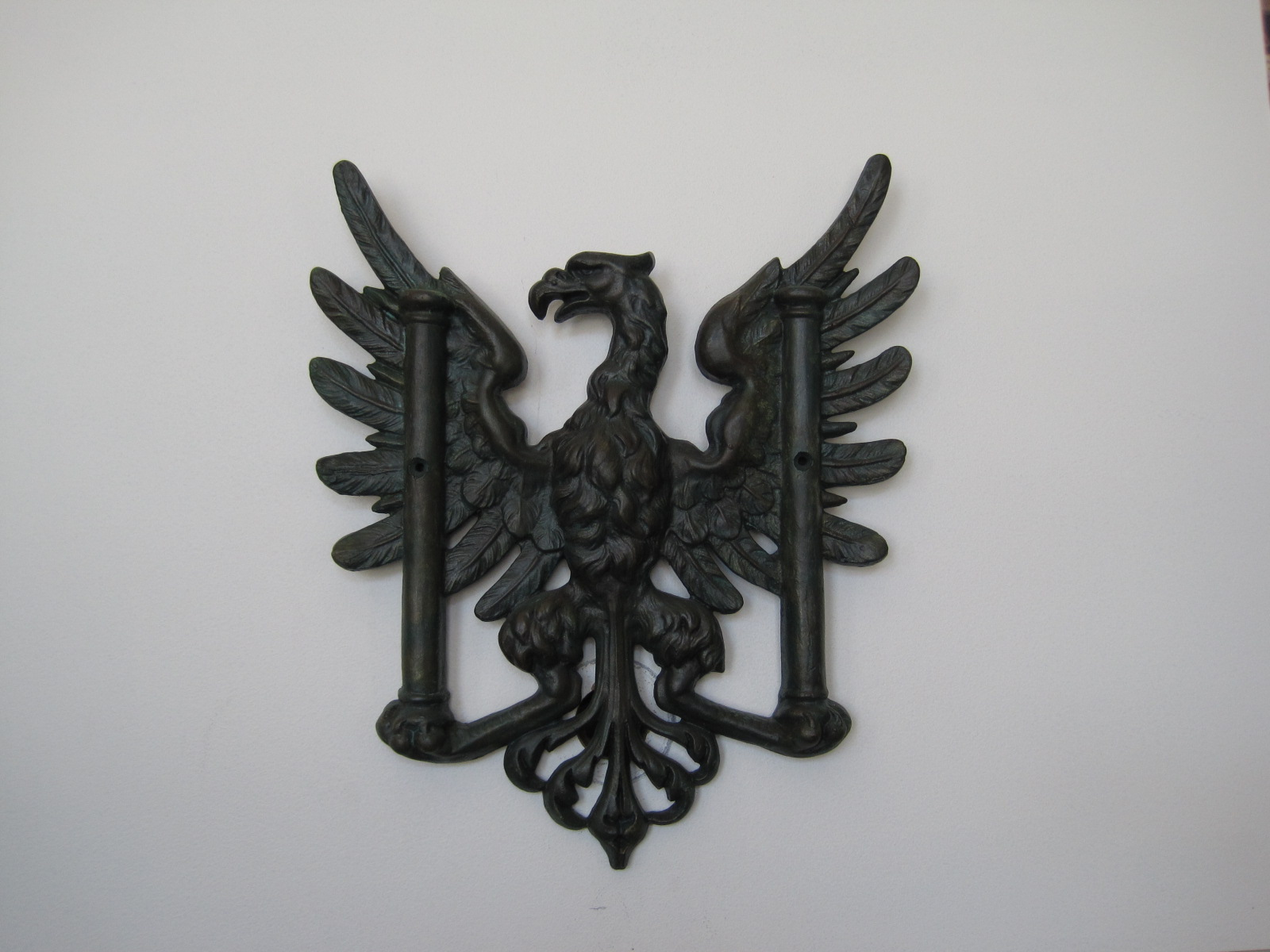
Au Musée des beaux-arts et d'archéologie de Besançon.
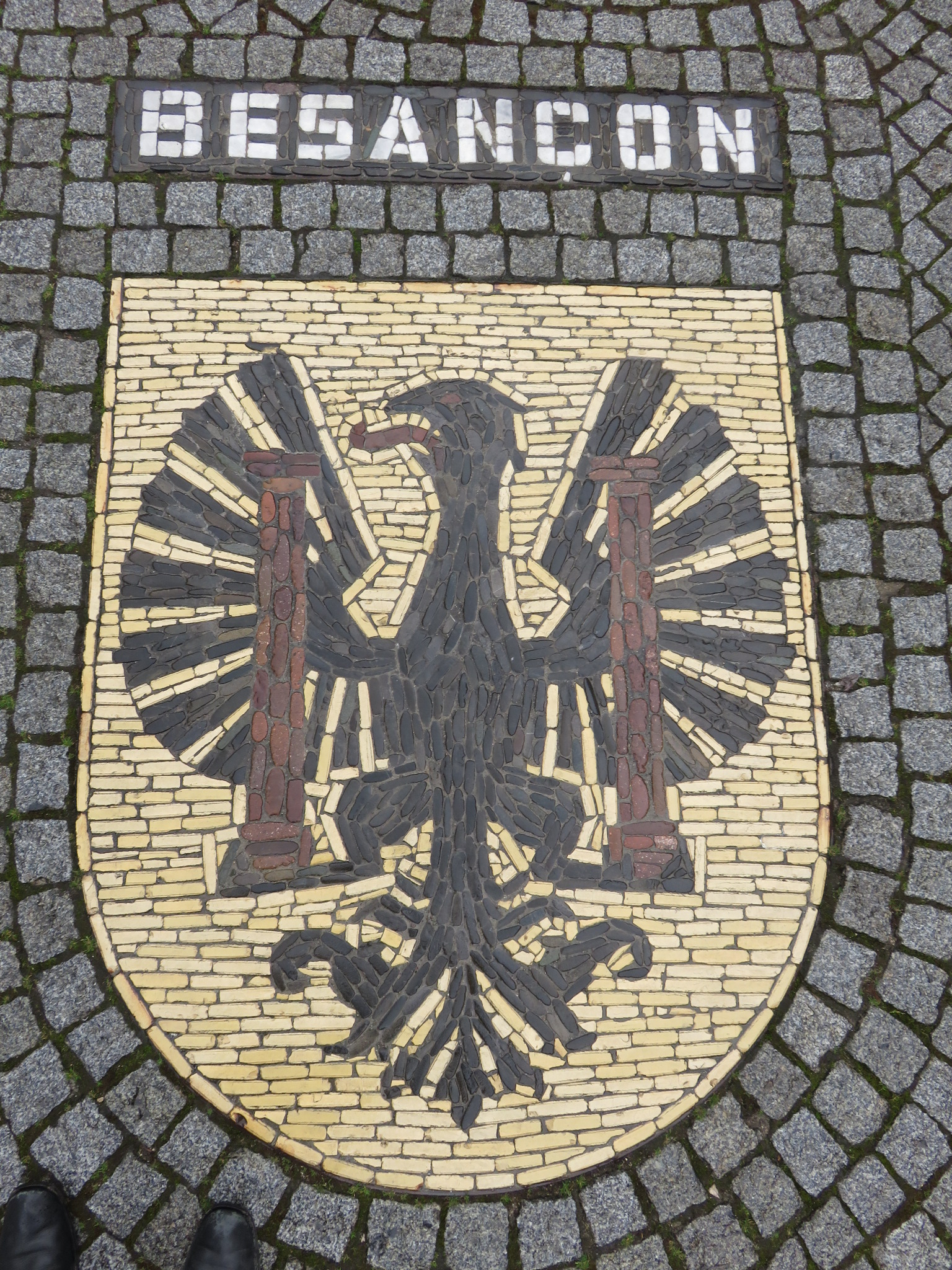
Parvis entre l'Hôtel de ville et l'ancien Parlement de Besançon.
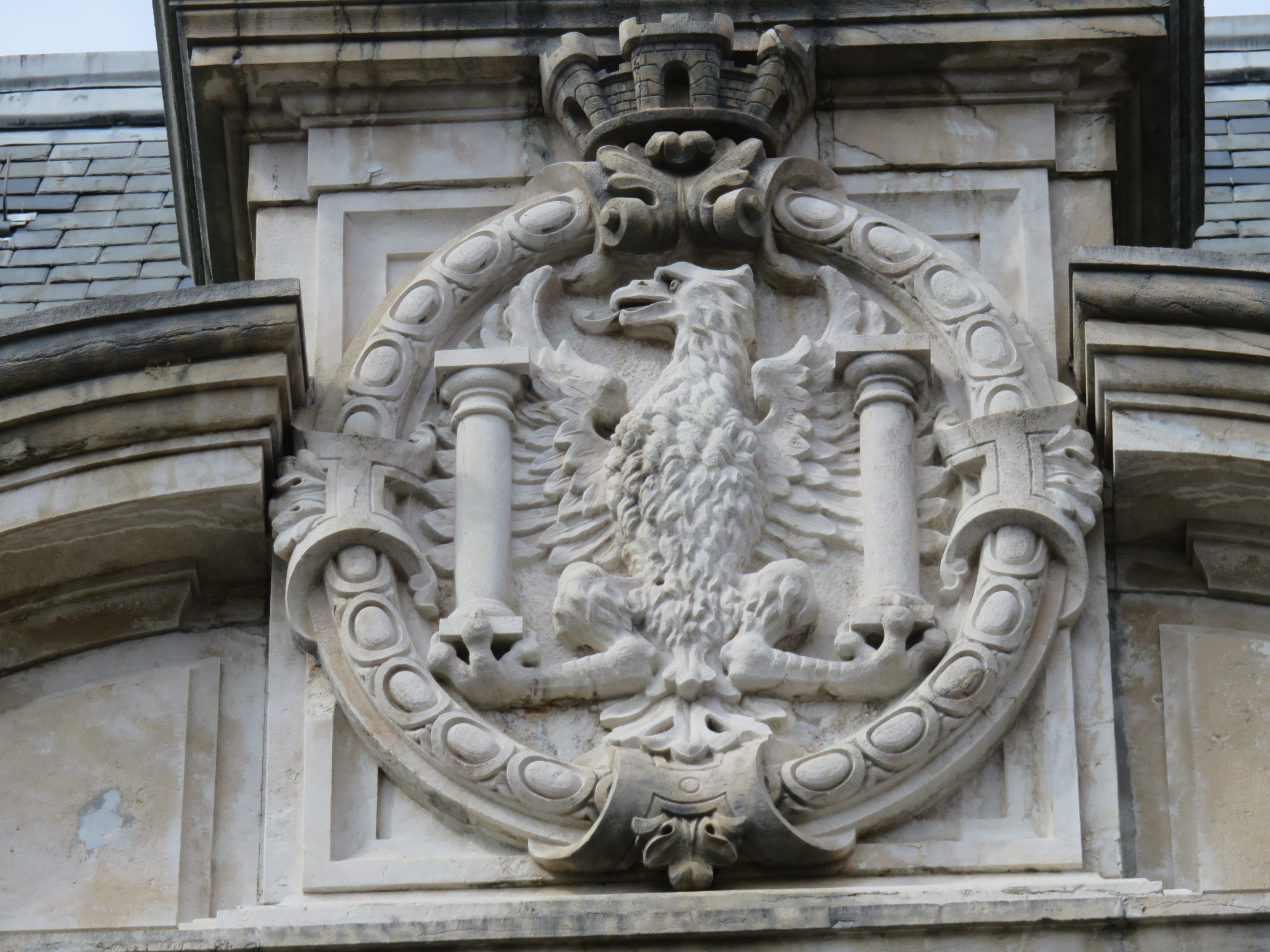
Fronton du Palais de justice de Besançon.

Quelques modifications mineures sont apportées jusqu'en 1537. Cette année, l'empereur Charles Quint, aussi comte de Bourgogne (approximativement l'actuelle Franche-Comté) et souverain de Besançon, donne à la ville le droit de battre monnaie d'or et d'argent à son effigie. Au revers de ces monnaies figurent les armoiries de la ville où une ultime modification est faite : les pattes de l'aigle ont été retournées afin d'accueillir les colonnes dans ses serres. Dans le même temps, deux devises sont créées afin d'accompagner le blason de la ville : « Deo et Caesari fidelis perpetuo » (« Perpétuellement fidèle à Dieu et à César », en latin) et « Utinam » (Plaise à Dieu, en latin).
En 1793, lors de la Révolution française, les armoiries municipales sont supprimées. En 1804, Napoléon Ier les restaure avec un armorial au lion de Bourgogne, à la place de l’aigle, réservé alors aux armoiries impériales napoléoniennes. Elles se blasonnaient ainsi : « D'or au lion de sable, adextré et senestré d'une colonne de gueules, surmonté d'une croisette de sable, au chef des bonnes villes, qui est de gueules a trois abeilles d'or ». En 1815, à la Restauration, les armoiries d’origine sont rétablies par ordonnance royale.

Anciennes armoiries
Archidiocèse de Besançon ou Principauté épiscopale de Besançon.
Ville libre de Besançon.
Grandes armes de la Ville libre d'Empire de Besançon.
Armoiries de Besançon durant le Premier Empire.